# Drymophila
Drymophila är ett släkte som ingår i familjen alströmeriaväxter.

## Kladogram
Kladogram enligt Catalogue of Life:
| Drymophila | \| \| Drymophila cyanocarpa \| \| \| \| \| \| Drymophila moorei \| \| \| \| |
|            | \| \| Drymophila cyanocarpa \| \| \| \| \| \| Drymophila moorei \| \| \| \| |
|            | alströmerior                                                                |
|            |                                                                             |
|            | Bomarea                                                                     |
|            |                                                                             |
|            | Luzuriaga                                                                   |
|            |                                                                             |
|            | Schickendantziella                                                          |
|            |                                                                             |
|            | Drymophila cyanocarpa                                                       |
|            |                                                                             |
|            | Drymophila moorei                                                           |
|            |                                                                             |

|  | Drymophila cyanocarpa |
|  |                       |
|  | Drymophila moorei     |
|  |                       |